# Barbara Dex Award
Barbara Dex Award er en årlig pris som kårer den værste klædt kunstner i årets Eurovision Song Contest. Det er opkaldt efter Barbara Dex, som repræsenterede Belgien i 1993-konkurrencen, og er blevet tildelt af fansiden House of Eurovision, siden 1997.
I juli 2015 afholdt Wiwibloggs en meningsmåling om den "værste klædt Barbara Dex Award-vinder", som blev vundet af Guildo Horn, Tysklands repræsentant 
fra 1998.
I 2022 annoncerede songfestival.be, at de satte prisen i bero på grund af stigende kritik og påstande om, at prisen kunne opfattes som mobning. I stedet blev den fra 2022 erstattet af den nye You're a Vision Award.

## Vindere
| År   | Land           | Artist              | Sang                    | Plads           | Værtsby    | Ref.         |
| ---- | -------------- | ------------------- | ----------------------- | --------------- | ---------- | ------------ |
| 1997 | Malta          | Debbie Scerri       | "Let Me Fly"            | 9. plads        | Dublin     | [ 2 ]        |
| 1998 | Tyskland       | Guildo Horn         | "Guildo hat euch lieb!" | 7. plads        | Birmingham | [ 2 ]        |
| 1999 | Spanien        | Lydia               | "No quiero escuchar"    | 23. plads       | Jerusalem  | [ 2 ]        |
| 2000 | Belgien        | Nathalie Sorce      | "Envie de vivre"        | 24. plads       | Stockholm  | [ 2 ]        |
| 2001 | Polen          | Piasek              | "2 Long"                | 20. plads       | København  | [ 2 ]        |
| 2002 | Grækenland     | Michalis Rakintzis  | "S.A.G.A.P.O."          | 17. plads       | Tallinn    | [ 2 ]        |
| 2003 | Rusland        | t.A.T.u.            | "Ne ver', ne boysia"                        | 3. plads        | Riga       | [ 2 ] [ 5 ]  |
| 2004 | Rumænien       | Sanda Ladoși        | "I Admit"               | 18. plads       | Istanbul   | [ 2 ] [ 6 ]  |
| 2005 | Nordmakedonien | Martin Vučić        | "Make My Day"           | 17. plads       | Kyiv       | [ 2 ] [ 7 ]  |
| 2006 | Portugal       | Nonstop             | "Coisas de nada"        | SF 19. plads    | Athen      | [ 2 ] [ 8 ]  |
| 2007 | Ukraine        | Verka Serduchka     | "Dancing Lasha Tumbai"  | 2. plads        | Helsinki   | [ 2 ] [ 9 ]  |
| 2008 | Andorra        | Gisela              | "Casanova"              | SF 15. plads    | Beograd    | [ 2 ] [ 10 ] |
| 2009 | Ungarn         | Zoli Ádok           | "Dance with Me"         | SF 15. plads    | Moskva     | [ 2 ] [ 11 ] |
| 2010 | Serbien        | Milan Stanković     | "Ovo je Balkan"         | 13. plads       | Oslo       | [ 2 ] [ 12 ] |
| 2011 | Georgien       | Eldrine             | "One More Day"          | 9. plads        | Düsseldorf | [ 2 ] [ 13 ] |
| 2012 | Albanien       | Rona Nishliu        | "Suus"                  | 5. plads        | Baku       | [ 2 ] [ 14 ] |
| 2013 | Serbien        | Moje 3              | "Ljubav je svuda"       | SF 11. plads    | Malmö      | [ 2 ] [ 15 ] |
| 2014 | Litauen        | Vilija Matačiūnaitė | "Attention"             | 11 (semifinale) | København  | [ 2 ] [ 16 ] |
| 2015 | Holland        | Trijntje Oosterhuis | "Walk Along"            | SF 14. plads    | Wien       | [ 2 ] [ 17 ] |
| 2016 | Kroatien       | Nina Kraljić        | Lighthouse              | 23. plads       | Stockholm  | [ 18 ]       |
| 2017 | Montenegro     | Slavko Kalezic      | Space                   | SF - 16. plads  | Kyiv       | [ 19 ]       |
| 2018 | Nordmakedonien | Eye Cue             | Lost and Found          | SF - 18. plads  | Lissabon   | [ 20 ]       |
| 2019 | Portugal       | Conan Osíris        | "Telemóveis"            | 15 (semifinale) | Tel Aviv   | [ 21 ]       |
| 2021 | Norge          | Tix                 | "Fallen Angel"          | 18              |            | [ 22 ]       |